# هلال محمد (لاعب كرة قدم)
هلال محمد من مواليد 23 مايو 1993 لاعب كرة قدم قطري يجيد اللعب في الظهير الأيسر يلعب حاليا لصالح النادي العربي معار من نادي الخور.

## مسيرة اللاعب
كانت بداياته مع نادي السد و أعاره السد إلى نادي الخور 3 مواسم وإنتقل إلى أم صلال في عام 2016 و إنتقل إلى إلى نادي الخور عام 2017 و أعير إلى النادي العربي مطلع عام 2020 و أعير مرة أخرى إلى النادي العربي في صيف 2022.

## روابط خارجية
- هلال محمد على موقع Soccerway.com (الإنجليزية)